# Église Saint-Pierre de Châtelperron
Pour les articles homonymes, voir Église Saint-Pierre.
L'église Saint-Pierre est une église catholique située à Châtelperron, en France.

## Localisation
L'église est située dans le département français de l'Allier, sur la commune de Châtelperron.

## Historique

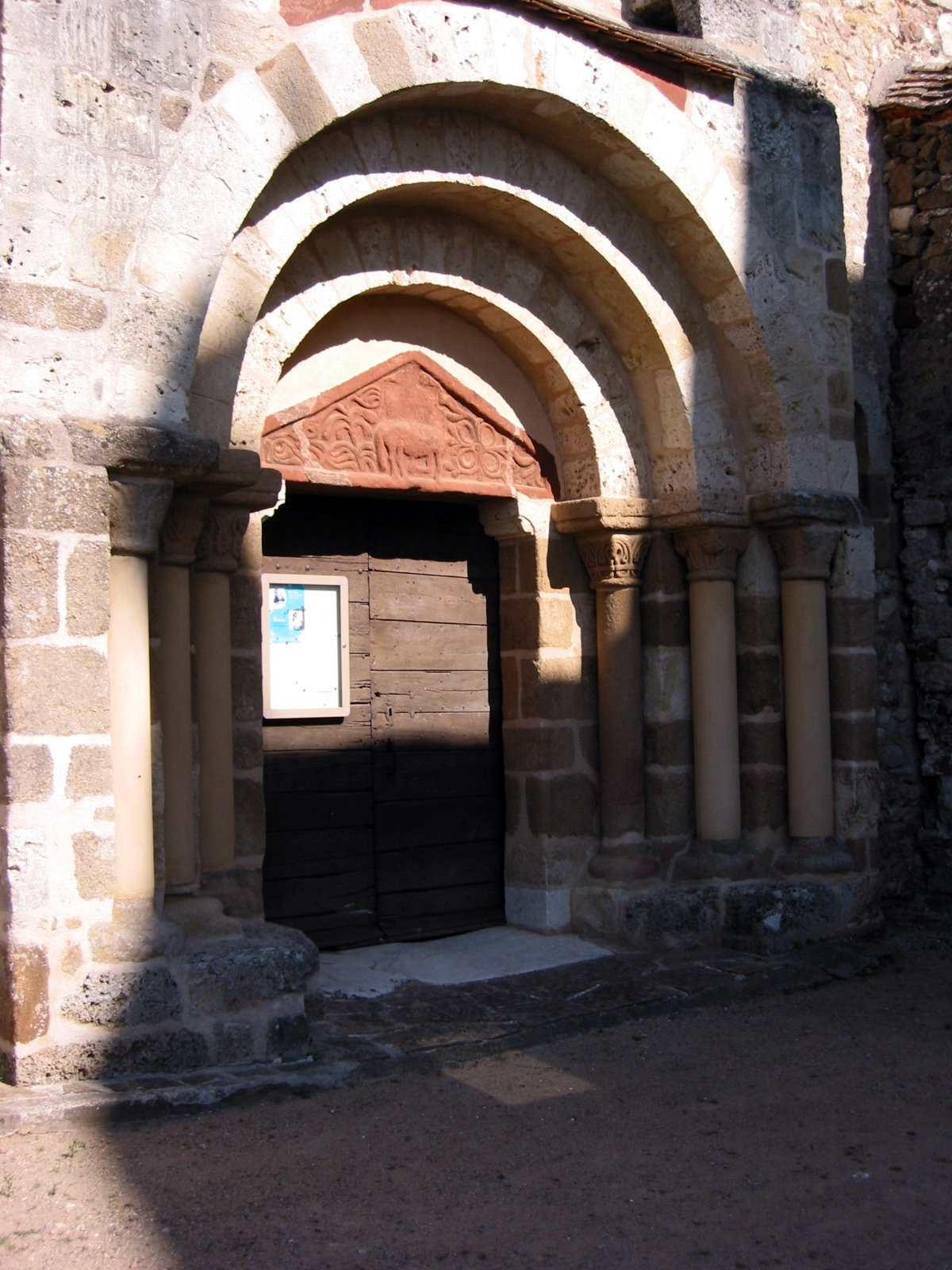
Portail.

L'édifice, de style roman, est partiellement classé au titre des monuments historiques en 1933 (portail), puis inscrit en 1986 (reste de l'église).

## Description

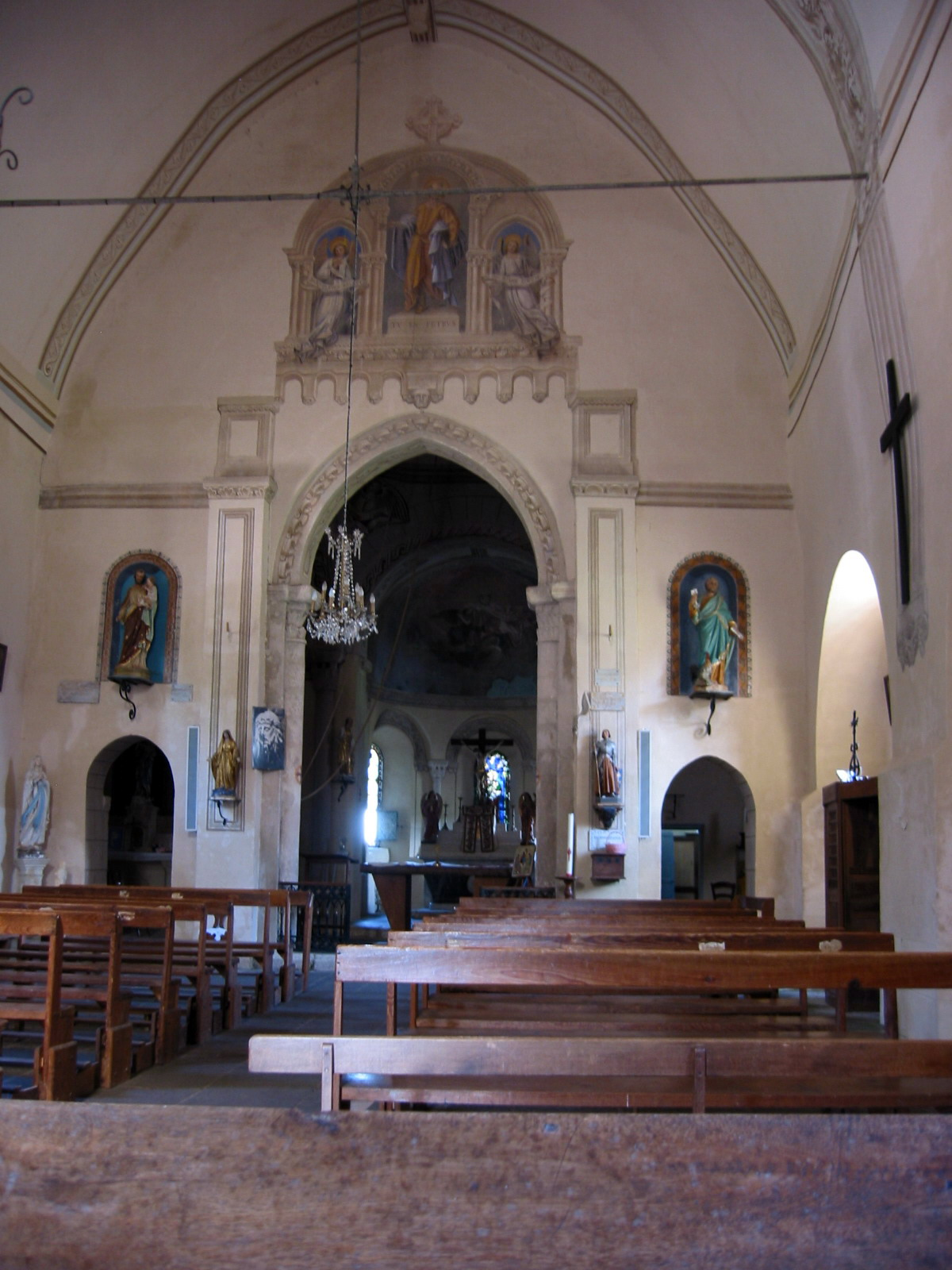
Nef
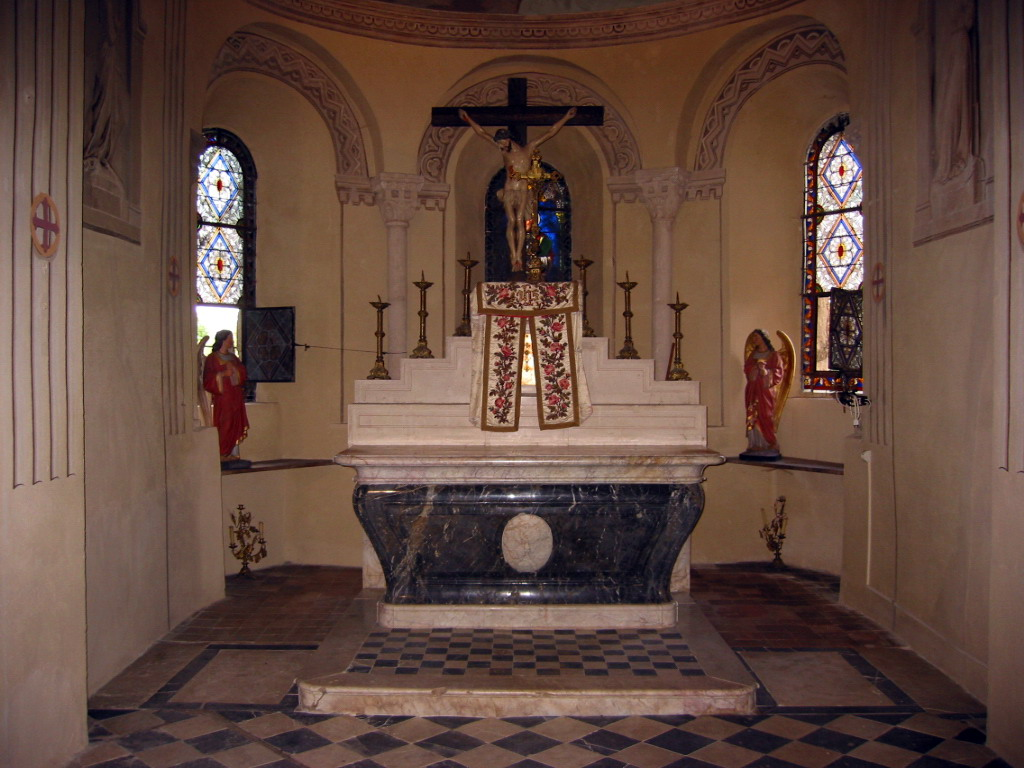
Maître-autel en marbre de Châtelperron.
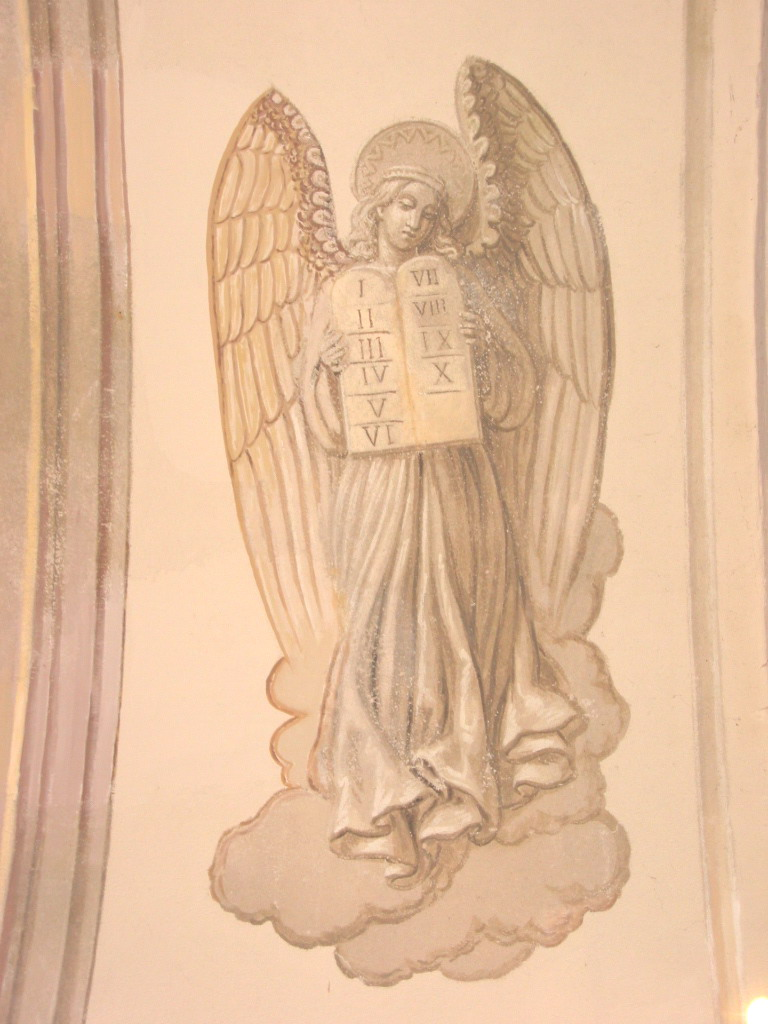
Chœur : trompe-l'œil.
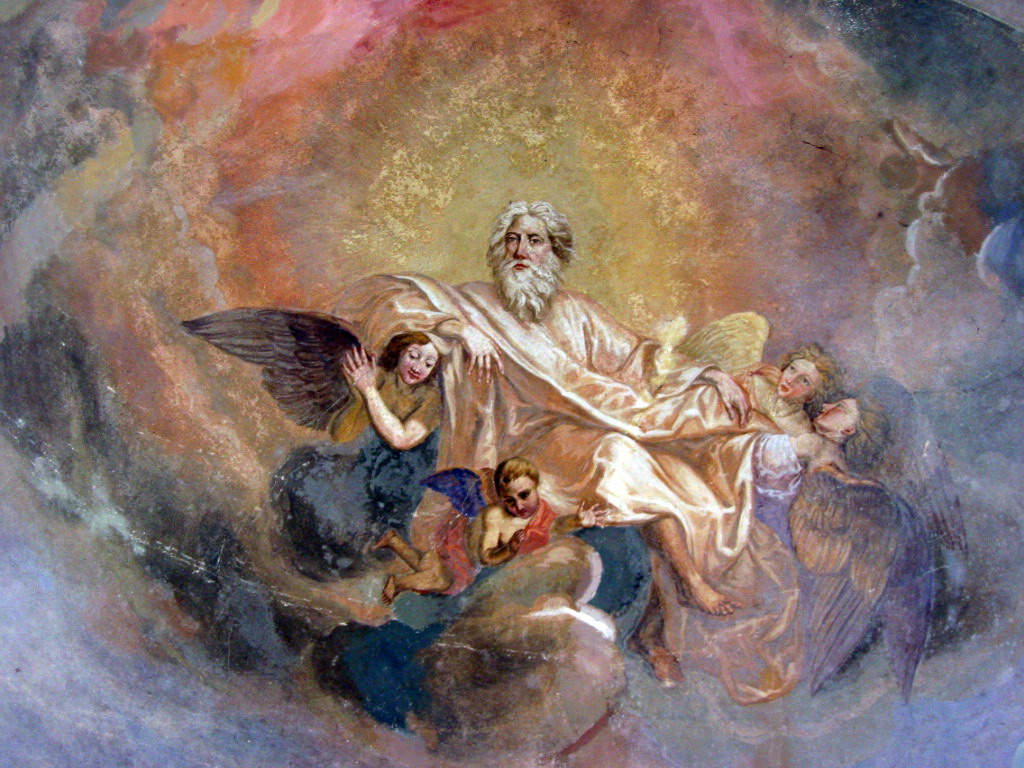
Abside : détail.
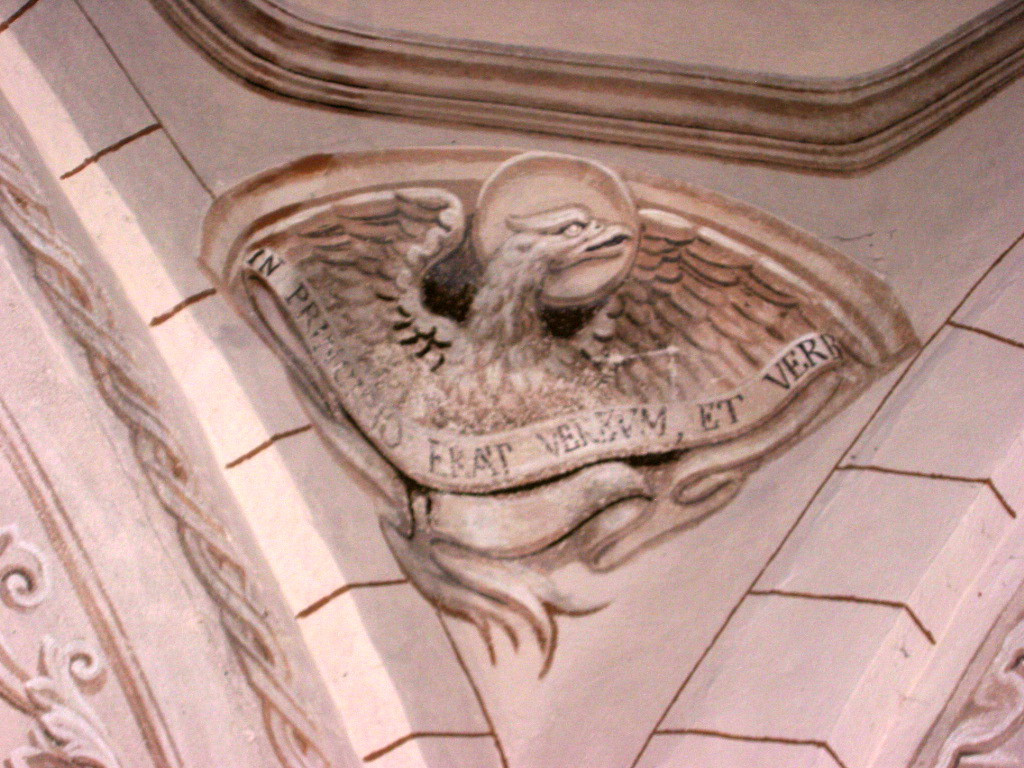
Coupole : saint Jean.